# Goodia astrica
Goodia astrica är en fjärilsart som beskrevs av Philippe Darge 1977. Goodia astrica ingår i släktet Goodia och familjen påfågelsspinnare. Inga underarter finns listade i Catalogue of Life.